# South Dakota Wing Civil Air Patrol
A South Dakota Wing Civil Air Patrol (SDWG) é o mais alto escalão da Civil Air Patrol no estado de South Dakota. A sede da South Dakota Wing fica no Aeroporto Regional de Rapid City, em Rapid City, Dakota do Sul. A SDWG se reporta à Região Centro-Norte da "Civil Air Patrol" (CAP), que por sua vez se reporta à Sede Nacional da CAP na Maxwell AFB, Alabama.
A ala SDWG consiste em esquadrões, a unidade básica da CAP. Atualmente, a SDWG consiste em três esquadrões administrativos e oito esquadrões "composite" que são compostos por cadetes "jovens" (de 12 a 21 anos) e membros "sênior" (só a partir de 18 anos).
A ala de South Dakota é membro da Região Centro-Norte da CAP juntamente com as alas dos seguintes Estados: Iowa, Kansas, Minnesota, Missouri, Nebraska e North Dakota.

## Estrutura
Abaixo do nível da ala estão os esquadrões. A SDWG tem três esquadrões administrativos e oito esquadrões operacionais. Os esquadrões operacionais estão no nível local da organização da Civil Air Patrol (CAP). Eles se reúnem semanalmente para conduzir as três missões principais da CAP e estão de plantão 24 horas por dia, 7 dias por semana, para responder a solicitações de assistência emergencial. Na Ala de Dakota do Sul, todos os oito esquadrões operacionais são do tipo "composite", pois oferecem programas tanto para cadetes jovens (12-18 anos) quanto para membros seniores (acima de 18 anos).

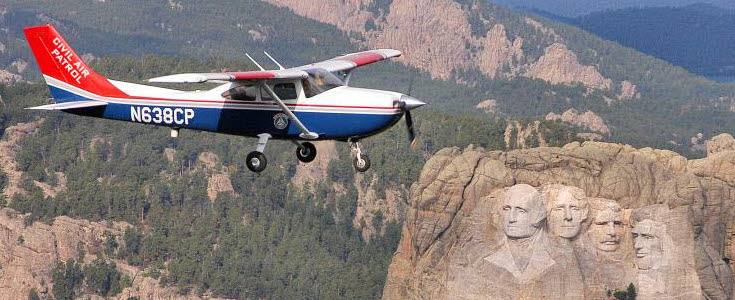
Um Cessna 182T da SDWG voa acima do Monte Rushmore, Dakota do Sul.

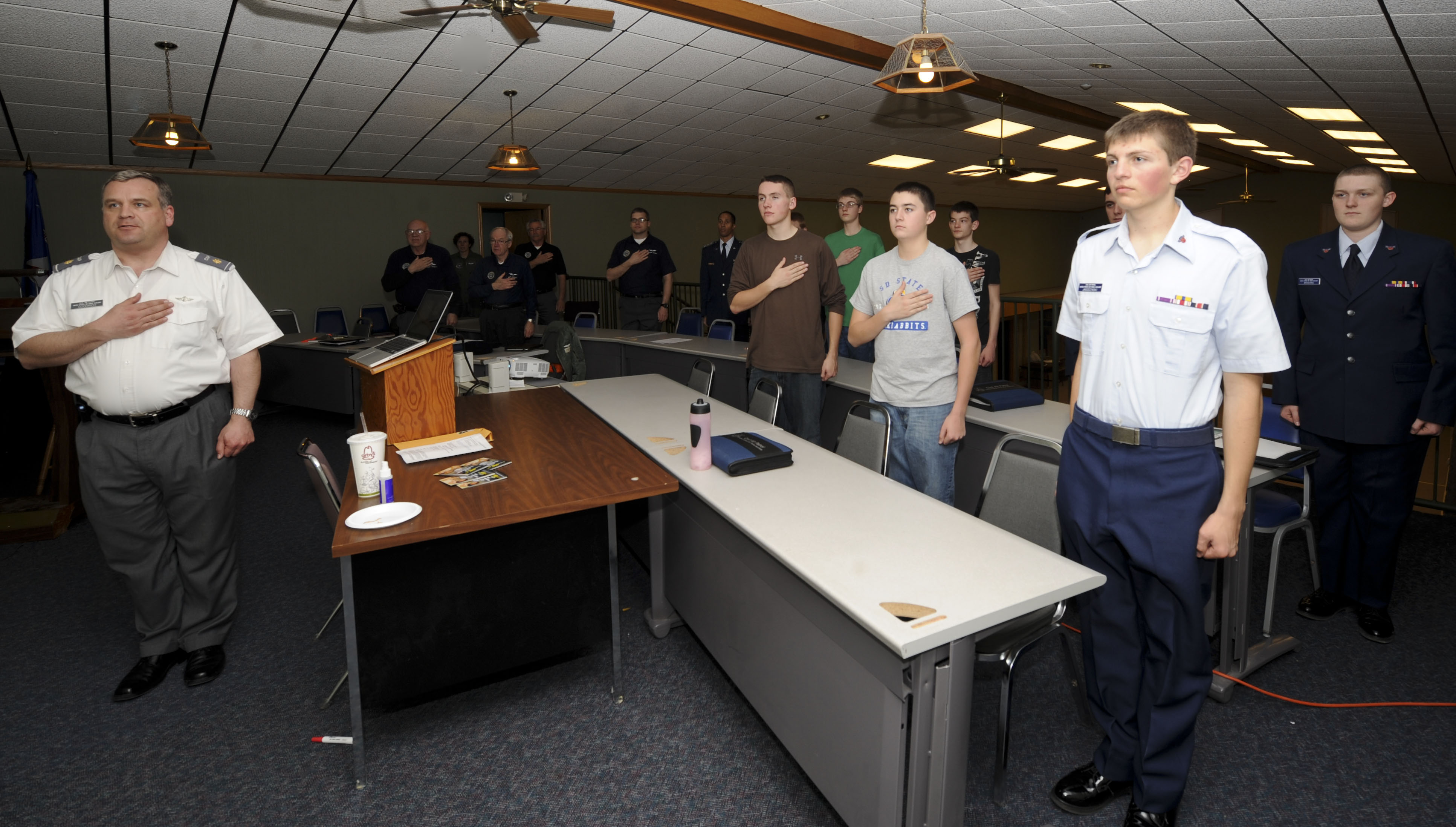
Membros do "Rushmore Composite Squadron" da CAP fazendo o Juramento de Fidelidade durante uma reunião mensal na Base Aérea de Ellsworth.

| Designação | Nome do esquadrão                   | Localização                |
| ---------- | ----------------------------------- | -------------------------- |
| SD-000     | Wing Holding Squadron               | N/A                        |
| SD-001     | Headquarters Squadron               | Rapid City                 |
| SD-999     | Wing Legislative Squadron           | Pierre                     |
| SD-007     | Lincoln County Composite Squadron   | Tea                        |
| SD-025     | Mitchell Composite Squadron         | Mitchell                   |
| SD-031     | Rushmore Composite Squadron         | Ellsworth AFB (Rapid City) |
| SD-038     | Pierre Composite Squadron           | Pierre                     |
| SD-050     | Sioux Falls Composite Squadron      | Sioux Falls                |
| SD-058     | Big Sioux Composite Squadron        | Brookings                  |
| SD-063     | Lookout Mountain Composite Squadron | Spearfish                  |
| SD-068     | Crazy Horse Composite Squadron      | Custer                     |

## Missões
A South Dakota Wing executa as três missões da Civil Air Patrol exigidas pelo Congresso: Serviços de Emergência, Educação Aeroespacial e Programas de Cadetes.
- Serviços de Emergência - A SDWG apóia as missões de Serviços de Emergência da Patrulha Aérea Civil operando seis aeronaves CAP e 17 veículos polivalentes. A SDWG participa de buscas e resgates aéreos e terrestres, operações de socorro em desastres, assistência humanitária, apoio à Guarda Aérea Nacional de Dakota do Sul por meio de levantamentos de rotas de baixo nível e treinamento contra intrusos aéreos, além de assistência em levantamentos aéreos para o Departamento de Estado de Game Fish and Parks e South Dakota State University em seus programas de manejo da vida selvagem.[12][13][14]
- Educação aeroespacial - O programa Educação aeroespacial garante que todos os membros da SDWG apreciem e conheçam as questões aeroespaciais. Ele fornece conhecimento aeroespacial geral e se concentra nos avanços da aviação, tecnologia aeroespacial e exploração espacial. O apoio da SDWG para a missão AE também inclui a participação em eventos de aviação locais, estaduais e nacionais.[15][16]
- Programas de cadetes - Embora existam muitos programas voltados para jovens na América hoje, o programa de cadetes da CAP é o único que usa a aviação como pedra angular. A SDWG oferece o Programa Cadete em todos os seis esquadrões do estado. O Programa Cadete permite que os jovens progridam em seu próprio ritmo por meio de um programa que inclui educação aeroespacial, treinamento de liderança, preparação física e desenvolvimento de caráter. Também existe um programa de voo de orientação para cadetes.[17]

## Acampamento de cadetes
A cada ano, a South Dakota Wing e a "North Dakota Wing" mantêm um acampamento, geralmente de uma semana a dez dias de duração. Esses acampamentos permitem que os cadetes vivenciem um estilo de vida semimilitar com instrução em disciplina, trabalho em equipe e liderança. Outras atividades envolvem instrução em exercícios e cerimônias, costumes e cortesias, conhecimento básico da CAP e tradições militares. O acampamento "Joint Dakotas" alterna entre Camp Grafton perto de Devils Lake ou Grand Forks AFB, ambos em North Dakota e Camp Rapid ou Ellsworth AFB, ambos em South Dakota.

## National Cadet Special Activities
As "National Cadet Special Activities" (NCSA) são programas de cadetes conduzidos pela Civil Air Patrol. As NCSAs são projetadas para dar aos cadetes experiência prática em vários aspectos do programa da "Civil Air Patrol" e fornecer uma visão significativa sobre várias carreiras relacionadas à aviação. Existem cerca de 30 atividades especiais diferentes que um cadete pode participar. Cada atividade dura aproximadamente uma semana, e todas, exceto duas, são oferecidas durante o verão. A variedade de NCSAs oferecidos pela CAP dá aos cadetes uma experiência diversa. As atividades se concentram na exploração de carreira, desenvolvimento de liderança, habilidades de busca e resgate, treinamento aeronáutico, familiarização com a Força Aérea, administração pública e uma variedade de outros tópicos.

## Bolsas de estudo
Os membros da "Civil Air Patrol" também são elegíveis para uma ampla variedade de bolsas de estudo; bolsas acadêmicas, bolsas de voo e bolsas específicas para escolas.